# Wagneriana maseta
Wagneriana maseta är en spindelart som beskrevs av Levi 1991. Wagneriana maseta ingår i släktet Wagneriana och familjen hjulspindlar. Inga underarter finns listade i Catalogue of Life.